# Life (serie televisiva)
(Constance Griffiths)
Life è una serie televisiva statunitense poliziesca, composta da 2 stagioni, trasmessa sul canale televisivo NBC dal 26 settembre 2007 all'8 aprile 2009.
In Italia, le due stagioni della serie sono state trasmesse in anteprima assoluta da Joi, successivamente sui canali in chiaro Italia 1 (la prima stagione) e poi, dopo diversi anni, su Rete 4 (repliche e seconda stagione inedita in chiaro). Il programma è stato ideato e scritto da Rand Ravich e prodotto da Loucas George, interamente ambientato a Los Angeles.
La prima stagione è composta da 11 episodi, e visto il buon successo di pubblico ne è stata prodotta anche una seconda per la stagione 2008/2009 con 21 episodi.
Tuttavia, a causa del progressivo calo di ascolti, la serie è stata ufficialmente cancellata il 4 maggio 2009.

## Trama
Charlie Crews, dopo 12 anni passati in carcere per un delitto che non ha commesso, viene scagionato da un abile avvocato attraverso la prova del DNA. Visto l'errore giudiziario e la pena ingiusta da lui subita viene risarcito dallo Stato con un indennizzo economico pari a oltre cinquanta milioni di dollari e, per sua esplicita richiesta, con la restituzione del suo vecchio posto di lavoro in polizia e la promozione a detective.
Si aggira quindi per Los Angeles un po' spaesato, un po' stralunato, accettato più o meno di buon grado dalle persone che lo circondano, vista l'esperienza traumatica da lui ingiustamente vissuta. Oltre a risolvere i normali casi, parallelamente indaga sulla vicenda che l'ha visto protagonista, suo malgrado, cercando ufficiosamente vittime e carnefici, chi lo ha incastrato e perché. Per farlo ha sistemato in una stanza della sua casa un enorme schema con foto, collegamenti e dossier per averne una più immediata comprensione; stesso metodo utilizzato da Michael Scofield in Prison Break per memorizzare le fasi e le modalità della sua futura evasione.
Ad accompagnarlo c'è la sua collega Dani Reese, persona dal carattere scontroso, con alle spalle problemi disciplinari connessi con la dipendenza da droghe e alcool. Ted Earley, conosciuto in galera dove era finito a causa di una frode finanziaria, è invece il suo migliore amico, oltre che coinquilino e gestore del suo immenso patrimonio. Constance Griffiths è infine l'intraprendente avvocata, che successivamente assume l'incarico di Procuratore, che ha seguito il suo caso e lo ha riscattato, portandolo appunto a nuova vita.

## Episodi
| Stagione         | Episodi | Prima TV USA | Prima TV Italia |
| ---------------- | ------- | ------------ | --------------- |
| Prima stagione   | 11      | 2007         | 2008            |
| Seconda stagione | 21      | 2008-2009    | 2009            |

## Attori ospiti
Nei vari episodi hanno collaborato:
- Chad Lindberg, Cheryl White, Larry Poindexter, Brynn Thayer, Braeden Lemasters, Ben Benitez, Reno Wilson, Matt Gerald: stagione 1 episodio 1;

- Max Greenfield, Meredith Salenger, Ryan Locke, Natalie Dreyfuss, Shawn Reaves: stagione 1 episodio 2

- Charles Malik Whitfield, Robert LaSardo, Mike Batayeh, Tyler Tuione, The Greg Wilson: stagione 1 episodio 3;

- William Sanderson, Rod Rowland, John Livingston, Jackie Debatin, Anil Kumar, stagione 1 episodio 4;

- Jessica Paré, Rod Rowland, Steven Porter, Christian J. Meoli, Robin Pearson Rose: stagione 1 episodio 5;

- Jeffrey Pierce, Deborah Ann Woll, Ben Benitz, Dale Dickey, Doug McKeon, Ken Faulcon, Ron Brownstein: stagione 1 episodio 6;

- Sarah Clarke, Trent Ford, Matt Gerald, Sheila Vand, Rosie Malek-Yonan, Scott Michael Morgan, Michael Kostroff: stagione 1 episodio 7;

- Lori Rom, Diana Parks, Michael Harney, Phyllis Lyons, Judith Moreland: stagione 1 episodio 8;

- Michael Harney, Joseph Lyle Taylor, Phyllis Lyons, Michael Gladis, Soren Fulton: stagione 1 episodio 9;

- Jude Ciccolella, Fay Masterson, Chandler Parker, Hillary Tuck, Brian Klugman, Todd Giebenhain: stagione 1 episodio 10;

- Noel Fisher, Kim Director, Matthew Currie Holmes, Erica Tazel: stagione 2 episodio 1;

- Stacy Haiduk, Matt Lanter, McKenna Jones, Max Gail, Adam Hendershott, Eileen Boylan: stagione 2 episodio 2;

- Marguerite Moreau, Marsha Thomason, Todd Stashwick, Hector Luis Bustamante, Michael Shamus Wiles, Jeremy Gaskin, Martin Grey: stagione 2 episodio 3;

- Henri Lubatti, Jake Abel, Jesse James, Scott Michael Campbell, Erik Eidem, Jarod S. Einsohn: stagione 2 episodio 4;

- Jonathan Banks, Maeve Quinlan, Katie Lang Johnson, Alex Sol, Gloria Garayua: stagione 2 episodio 5;

- Michael Cluditz, Stacey Travis, Rebecca Lowman: stagione 2 episodio 6;

- Stephen Bogardus, Eugene Byrd, Jonathan Slavin: stagione 2 episodio 7;

- Kyle Gallner, Marcus Giamatti, Brianne Davis, Steven Crowley, Mary Mouser: stagione 2 episodio 8;

- Alex Carter, Victoria Pratt, Jamie Harris, Aja Evans, Mitchell Fink, Tyler Kain: stagione 2 episodio 9;

- Timilee Romolini, Zahn McClarnon, Clayne Crawford, Sal Lopez, Malaya Rivera Drew: stagione 2 episodio 10;

- Rachel Miner, Michael Raymond James, Tim deZarn, Marshall Allman, Mary Gross, Jessica Dunphy: stagione 2 episodio 11;

- Tessa Thompson, Geoff Pierson: stagione 2 episodio 12;

- J. Patrick McCormack, Richard Speight Jr., Josh Randall, Kayren Butler: stagione 2 episodio 13;

- Patrick Fabian, Angela Goethals, Rick D. Wasserman, Kate Connor, Jelly Howie, Jim Cody Williams, Geoff Pierson: stagione 2 episodio 14;

- M. C. Gainey, Charlotte Rae, Dave Florek, Wayne Pére, Tamara Feldman, Ian Reed Kesler, Amanda Fuller: stagione 2 episodio 15;

- Allison McAtee, Erick Avari, Sarayu Rao: stagione 2 episodio 16;

- Tim Guinee, Valarie Rae Miller, Adam Wylie: stagione 2 episodio 17;

- Jason Beghe, Michele Hicks, Maurice Compte, Larry Clarke, Michael Rose, Julie Remala: stagione 2 episodio 18;

- Ian Gomez, Linda Park, Googy Gress, Colleen Porch, Amanda Fuller, Gena Shaw: stagione 2 episodio 19;

- Kevin Kilner, Marisol Nichols, Darby Stanchfield, Lauren Cohan: stagione 2 episodio 20;

- Victor McCay: stagione 2 episodio 21.